# Курская государственная картинная галерея имени А. А. Дейнеки
Ку́рская госуда́рственная карти́нная галере́я и́мени А. А. Дейне́ки — классический художественный музей, расположенный в Курске. В настоящее время собрание галереи охватывает 8448 произведений русского и западноевропейского искусства XVI—XX вв., среди которых живопись, скульптура, графика, декоративно-прикладное и народное искусство. Собрание европейской живописи включает картины Д. Тьеполо, Ф. Бароччи, И. Кленгеля. Среди русского искусства работы В. Тропинина, И. Левитана, Ф. Рокотова, В. Боровиковского, И. Крамского, В. Поленова, А. Куинджи. Большой интерес вызывает значительное собрание произведений А. А. Дейнеки, родившегося в Курске. Особенностью галереи является выявление и собирание произведений и других художников, связанных с Курском (В. Шварц, К. Трутовский, Е. Чепцов, К. Истомин и др.), современных курских художников, приобретение народного искусства (ткачество, вышивка, народный костюм, кожлянская игрушка).

## История
Курская государственная картинная галерея основана в 1935 году, 12 сентября 1935 года открыта для публичного посещения. Непосредственными предшественниками галереи были Отдел искусства губернского краеведческого музея и Музей искусств, работавший с перерывами с 1919 по 1925 год. Изначально формирование собрания галереи связано с деятельностью первого её руководителя художника Петра Константиновича Лихина (1879—1967). Ядро коллекции составили около 200 картин, переданных из Курского краеведческого музея. C 1935 года она называлась Курская областная картинная галерея им. К. Иванова; в 1936—1941 годах, 1943—1969 годах — Курская областная картинная галерея; с 1969 года (после смерти А. А. Дейнеки 12 июня 1969 года) — Курская областная картинная галерея имени А. А. Дейнеки.
До Великой Отечественной войны картинная галерея располагалась в Сергиево-Казанском кафедральном соборе (ул. Горького, 27). В 1946 году галерея перемещена в купеческий особняк рубежа XIX—XX веков (ул. Советская, 3 — бывший дом Пузанова), с 1980 года приобретает выставочный зал по адресу ул. Радищева, 85 (пристройка к современному жилому дому), первая экспозиция в котором открылась в 1981 году.

## Коллекция музея
Общее количество единиц хранения галереи — 8448, в том числе:
- живопись — 1464;
- графика — 4174;
- скульптура — 237;
- театрально-декорационное искусство — 19;
- декоративно-прикладное искусство — 2443[5].

### Западноевропейская коллекция
Сложилась главным образом в первые годы работы галереи. Содержит произведения мастеров Италии, Фландрии, Голландии, Франции, Испании, Германии, Австрии, Англии и других европейских школ XVI—XIX вв.: Ф. Бароччи, Д. Тьеполо, Л. Беки, Г. де Крейра, Ф. Франкена-II, К. Брейделя, Я. Викторса, П. де Ринга, Л. Фошье, Ж. Ранка, Ш. Лебрена, П. Сюблейра, Э. Виже-Лебрен, Ш. Лакруа, И. Зеекатца, И. Кленгеля, П. Беммеля и др.

### Раздел графики
В основном представлен гравюрой XVI—XIX веков.

### Отдел Древней Руси
Располагает иконами XVI—XIX веков.

### Отечественное искусство XVIII — 1-й половины XIX века
Данный раздел собрания представлен произведениями Ф. Рокотова, В. Боровиковского, М. Теребенева, В. Тропинина, А. Иванова, П. Федотова. Наряду с жанром портрета представлены также бытовая живопись середины века, искусство академического направления (Ф. Бруни, А. Бейдеман, Ф. Бронников).

### Отечественное искусство 2-й половины XIX века
Эта часть коллекции включает картины Л. Лагорио, Н. Петрова, А. Саврасова, И. Шишкина, И. Крамского, П. Джогина, М. Клодта, А. Куинджи, И. Репина, Ф. Васильева, В. Сурикова, В. Поленова, В. Маковского, И. Творожникова, К. Лемоха, А. Шильдера.

### Раздел рубежа XIX—XX веков
Содержит произведения И. Левитана, К. Коровина, А. Архипова, М. Нестерова, Л. Пастернака, В. Борисова-Мусатова, Б. Кустодиева, М. Добужинского, А. Бенуа, З. Серебряковой, Р. Фалька, И. Машкова, Ф. Константинова, А. Моргунова.

### Отдел советского искусства
Включает произведения И. Грабаря, К. Петрова-Водкина, С. Герасимова, А. Осмеркина, А. Куприна, А. Самохвалова, А. Русакова, Н. В. Томского, В. Перельмана, Ф. Шурпина, Ю. Пименова, П. Никонова, Н. Нестеровой, К. Оразнепесова, А. Валевахина и др. Коллекция работ А. А. Дейнеки, которой посвящён специальный зал, насчитывает более 1000 единиц хранения: монументальная и станковая живопись, журнальная, станковая и книжная графика, скульптура и фарфоровая пластика позволяют составить достаточно полное представление о творчестве этого выдающегося советского художника в целом.

### Отдел декоративно-прикладного и народного искусства
Содержит работы народных мастеров, изделия русских и западноевропейских фарфоровых заводов XVIII—XIX веков, советский фарфор, художественные лаки, кружево, игрушку. Предметы народного творчества Курской губернии (народный костюм, вышивка, ткачество, кожлянская игрушка) составляют специальный раздел.

## Филиалы
Курская государственная картинная галерея им. А. А. Дейнеки имеет 2 филиала в районах Курской области.

### Музей Вячеслава Михайловича Клыкова
Музей располагается в посёлке им. Ленина Советского района Курской области, где в последние годы жизни часто бывал, подолгу жил и работал уроженец Советского района, скульптор, народный художник РФ Вячеслав Михайлович Клыков. Основан в 2006 году, 2 июня 2008 г. открыт для посещения. Имеет общую площадь 142,7 м², экспозиционную площадь — 93,3 м². Экспозицию музея составляют мемориально-художественные материалы, связанные с В. М. Клыковым, и модели его скульптур.

### Дом-музей Ефима Михайловича Чепцова
Располагается в посёлке Медвенка Медвенского района Курской области по адресу ул. Чепцова, 32, где родился и работал во время своих летних приездов в Медвенку русский советский живописец и педагог, Заслуженный деятель искусств РСФСР Ефим Михайлович Чепцов. Музей — одноэтажный деревянный обложенный камнем дом, в нём воссоздана домашняя обстановка Чепцовых. Экспозицию музея составляют этюды и картины Е. М. Чепцова и сменные выставки работ курских художников. Общая площадь музея — 70 м², экспозиционная площадь — 50 м².